# Martin Almqvist
Martin (Ingemar) Almqvist, född 1974, är fotograf och författare bosatt i Sverige. Hans val av ämnesområden är ofta marina och undervattensfotografering utgör en betydande del av hans verksamhet. Utöver medverkan i böcker och tidskrifter, har han producerat fyra böcker i vilka han svarat för både text och bild. 